# ФИТ продукција
Tрајна радна заједница самосталних филмских радника Филм и Тон (скраћено ФИТ) основана је 1983. године као радна заједница удружених самосталних филмских радника у реализацији играних филмова поред тада постојећих великих филмских студија у СФРЈ.
Предузеће је покренуто да би се у почетку реализовали тада комерцијални филмски наслови попут — „Нема проблема” и „Хајде да се волимо”. Међутим, пошто у том тренутку нису могли бити обезбеђена велика финансијска средства за такве пројекте, ФИТ је у почетку почео радити ниже комерцијалне филмске наслове.
Њихов први филм је био „Мољац” Миће Милошевића по сценарију Драгана Алексића са Миодрагом Андрићем у главној улози. Филм је постигао врло солидну гледаност и отворио врата младој продукцији да смишља остале пројекте. Године 1984. успели су реализовати филм „Нема проблема”, по сценарију Синише Павића и у режији Миће Милошевића, а са Лепом Бреном и Николом Симићем у главним улогама. И овај филм је успео довести доста публике у биоскопе.
Наредних година ФИТ постаје први у Југославији у реализацији комерцијалних комедија реализајући тј. по замисли Јована Марковића реализују нову серију филмова из циклуса „Луде године” под новим насловом „Жикина династија” (у оквиру Лудих година, али други наслови филмова), реализују успешну комедију „Ћао инспекторе” који доводе милионску публику у биоскопе и постају популарни широм СФРЈ.
Биоскопске организације изненађене успехом „Жикине династије”, шаљу веће новчане донације да екипа даље настави снимати и тако је 1986. реализована „Друга Жикина династија” која је била апсолутни хит у биоскопима. Године 1987. Јован Марковић, сценариста и Рака Ђокић, менаџер Лепе Брене, удружују снаге у продукцији и реализацији хит наслова „Хајде да се волимо” ( чији је буџет износио око тадашњих милион немачких марака)који је такође промовисао и нове песме са истоименог албума Лепе Брене издатог за дискографску кућу Дискотон из Сарајева. Филм је такође окупио доста публике у биоскопима и због велике популарности је 1989. године реализован друг део хит комедије „Хајде да се волимо 2”, која је такође имала добру гледаност.
ФиТ је урадио продукцију наслова као што су — „Био једном један Снешко”, „Луталица”, „Балкан експрес 2”, „Масмедиологија на Балкану”, а у сарадњи са ТВ Београд су реализовали омнибус студентских филмова „Кроз прашуме Јужне Америке”. Последњих година претежно се баве реализицијом краткометражних и дугометражних документарних филмова са којима су освајали награде у земљи и иностранству.

## Продукција играних филмова
| Год.     | Назив                     | Улога |
| -------- | ------------------------- | ----- |
| 1980.-те |                           |       |
| 1983.    | Moљац (филм)              |       |
| 1984.    | Нема проблема (филм)      |       |
| 1985.    | Ћао, инспекторе           |       |
| 1985.    | Жикина династија          |       |
| 1986.    | Друга Жикина династија    |       |
| 1987.    | Случај Хармс              |       |
| 1987.    | Луталица                  |       |
| 1987.    | Био једном један снешко   |       |
| 1987.    | Хајде да се волимо (филм) |       |
| 1988.    | Срце и њена деца          |       |
| 1988.    | Чавка (филм)              |       |
| 1988.    | Нека чудна земља          |       |
| 1988.    | Сулуде године             |       |
| 1989.    | Масмедиологија на Балкану |       |
| 1989.    | Балкан експрес 2          |       |
| 1989.    | Хајде да се волимо 2      |       |
| 1990.-те |                           |       |
| 1990.    | Балканска перестројка     |       |
| 1992.    | Проклета је Америка       |       |
| 1999.    | Од сваког кога сам волела |       |